# 电子效应
电子效应，理论有机化学基本概念之一。细分为两大类：一类是涉及π键的共轭效应；一类是涉及σ键的诱导效应和超共轭效应。
电子效应本质上来讲就是由于不同原子之间存在电负性的差别，这个差别导致了化学键的极化。这种极化的结果可以沿着化学键传导，从而对分子本身的物理性质和化学性质产生了影响。

## 類別

### 诱导效应
诱导效应沿单键传递，特点是衰减得很快，其影响一般不超过三个原子以外。
例如氯乙酸-氯丙酸-氯丁酸序列酸性比较：

### 共轭效应
共轭效应存在于共轭双键体系，即双键和单键交替的分子结构。共轭效应的特点是化学键的极化作用可以沿共轭体系传递得很远。例如：共轭的结果是电子的离域，共轭体系内单键变短而双键变长，单双键长度差别缩小乃至消失。
共轭效应给电子基团有：-NR2、-OR、-X；吸电子基团有：-NO2、-CN、-COOR。

### 超共轭效应
简单说，超共轭效应就是σ键对π键发生离域的结果。它解释了取代度越大的烯烃越稳定的现象。
- 姜-泰勒效應
- 反位效應

## 拓展阅读
- Inductive Effect, Electromeric Effect, Resonance Effects, and Hyperconjugation （页面存档备份，存于）
- Polar effect